# Римандо, Ник
Ни́колас Пол «Ник» Рима́ндо (англ. Nicholas Paul "Nick" Rimando; 17 июня 1979, Монтклэр, Калифорния, США) — американский футболист, вратарь, известный по выступлениям за клуб «Реал Солт-Лейк». Выступал за сборную США. Участник чемпионата мира 2014. Рекордсмен МЛС (высшей футбольной лиги США) по количеству побед, сыгранных матчей, сэйвов, отбитых пенальти и сыгранных матчей на ноль.

## Клубная карьера

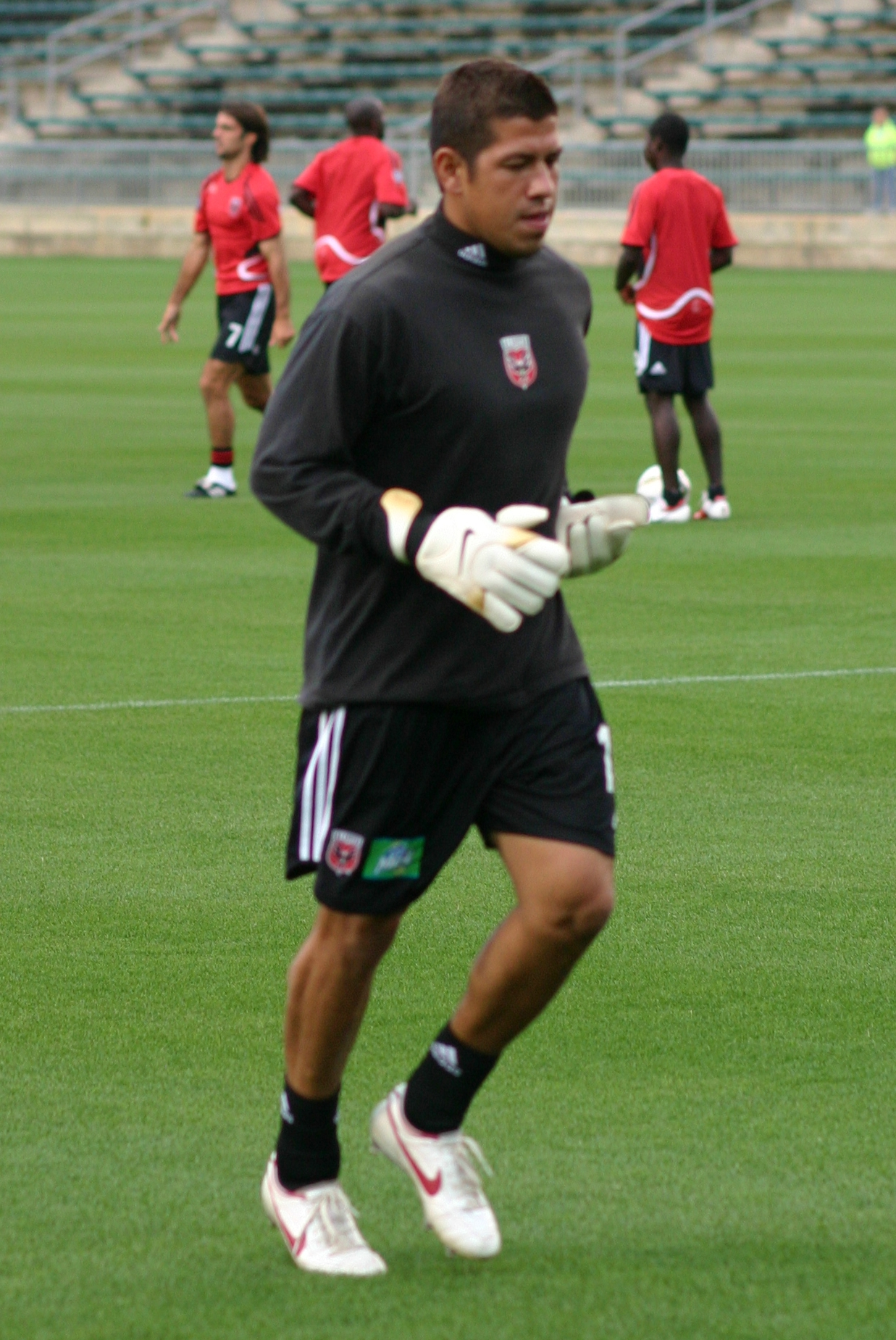
Римандо на тренировке сборной США

### Ранняя карьера
Римандо родился в Монтклэре и начал заниматься футболом в школе. В 1997 году он поступил в Калифорнийский университет в Лос-Анджелесе и начал выступать за футбольную команду университета. Вместе с ней Ник выиграл Кубок колледжей. В 2000 году он подписал контракт с MLS.

### Карьера в MLS
На Супердрафте MLS 2000 года Римандо был выбран в третьим раунде под общим 35-м номером клубом «Майами Фьюжн». Он быстро завоевал место в основе, вытеснив Джеффа Кассара.
В январе 2002 года, после расформирования «Майами Фьюжн», Римандо был выбран клубом «Ди Си Юнайтед» на Драфте распределения. Основным вратарём он был в первых двух сезонах, после чего получил травму и был вытеснен из состава Троем Перкинсом. В 2004 году Римандо выиграл Кубок MLS, а в 2005 году вернул себе место основного вратаря.
11 декабря 2006 года Ник Римандо и Фредди Аду были обменяны в «Реал Солт-Лейк» на Джея Нолли, распределительные средства и потенциальные выплаты в будущем. 9 февраля 2007 года Римандо был перепродан в «Нью-Йорк Ред Буллз», но через две недели, 23 февраля 2007 года, был выкуплен обратно, так как основной вратарь «Реал Солт-Лейк» Скотт Гарлик неожиданно завершил карьеру. В 2007 году он был признан самым ценным игроком команды. В 2009 году он помог клубу выиграть Кубок MLS и был признан самым ценным игроком Кубка MLS. С Римандо в воротах «Реал Солт-Лейк» установили рекорд MLS — всего 20 пропущенных мячей в 30 матчах чемпионата. Сам Ник установил рекордную сухую серию равную 567 минутам.
3 марта 2013 года Римандо стал вторым вратарём в истории MLS (после Кевина Хартмана), который достиг отметки в 100 сухих матчей.
1 марта 2019 года Римандо объявил, что завершит карьеру по окончании сезона 2019. Его прощальным матчем стал полуфинал плей-офф Западной конференции против «Сиэтл Саундерс», состоявшийся 23 октября, в котором «Реал Солт-Лейк» уступил со счётом 0:2 и выбыл из борьбы за Кубок MLS 2019 года.

## Международная карьера
В 1999 году Римандо в составе молодёжной сборной США в качестве резервного вратаря принял участие в молодёжном чемпионате мира в Нигерии.
За сборную США Римандо дебютировал 17 ноября 2002 года в товарищеском матче со сборной Сальвадора, заменив после перерыва между таймами Тима Ховарда.
В качестве резервного вратаря принял участие в Золотом кубке КОНКАКАФ 2011, став его серебряным призёром.
В качестве основного вратаря принял участие в розыгрыше Золотого кубка КОНКАКАФ 2013. На турнире принял участие во всех матчах и завоевал золотые медали.
Был включён в состав сборной на чемпионат мира 2014.
Принял участие в Золотом кубке КОНКАКАФ 2015. На турнире был резервным вратарём и на поле не вышел.

## Достижения
Командные
 «Майами Фьюжн»
- Обладатель Supporters’ Shield: 2001

 «Ди Си Юнайтед»
- Обладатель Кубка MLS: 2004
- Обладатель Supporters’ Shield: 2006

 «Реал Солт-Лейк»
- Обладатель Кубка MLS: 2009

 США
- Золотой кубок КОНКАКАФ: 2011
- Золотой кубок КОНКАКАФ: 2013

Личные
- Самый ценный игрок Кубка MLS: 2009
- Сэйв года в MLS: 2012, 2013, 2019[23]

## Личная жизнь
Отец Римандо — филиппинец, а мать — мексиканка.